# دوغلاس لويد كامبل
دوغلاس لويد كامبل هو فلاح وسياسي كندي، ولد في 27 مايو 1895 في كندا، وتوفي بنفس المكان في 23 أبريل 1995. حزبياً، نشط في Progressive Party of Manitoba ‏. انتخب member of the Legislative Assembly of Manitoba ‏ (18 يوليو 1922 – 25 يونيو 1969) وانتخب Premier of Manitoba ‏ (13 نوفمبر 1948 – 30 يونيو 1958).